# Lill-Stensjötjärnen
Lill-Stensjötjärnen är en sjö i Bergs kommun i Jämtland och ingår i Ljungans huvudavrinningsområde.